# Isla Tovita
La isla Tovita es una isla marítima deshabitada de la Argentina, ubicada en el Departamento Florentino Ameghino de la Provincia del Chubut, cuya superficie es de unos 5 km cuadrados, 2,4 km de longitud y 1,5 km de ancho máximo. Presenta una forma irregular. Se halla en el mar Argentino, al suroeste de bahía Melo, en el extremo norte del golfo San Jorge.

## Características

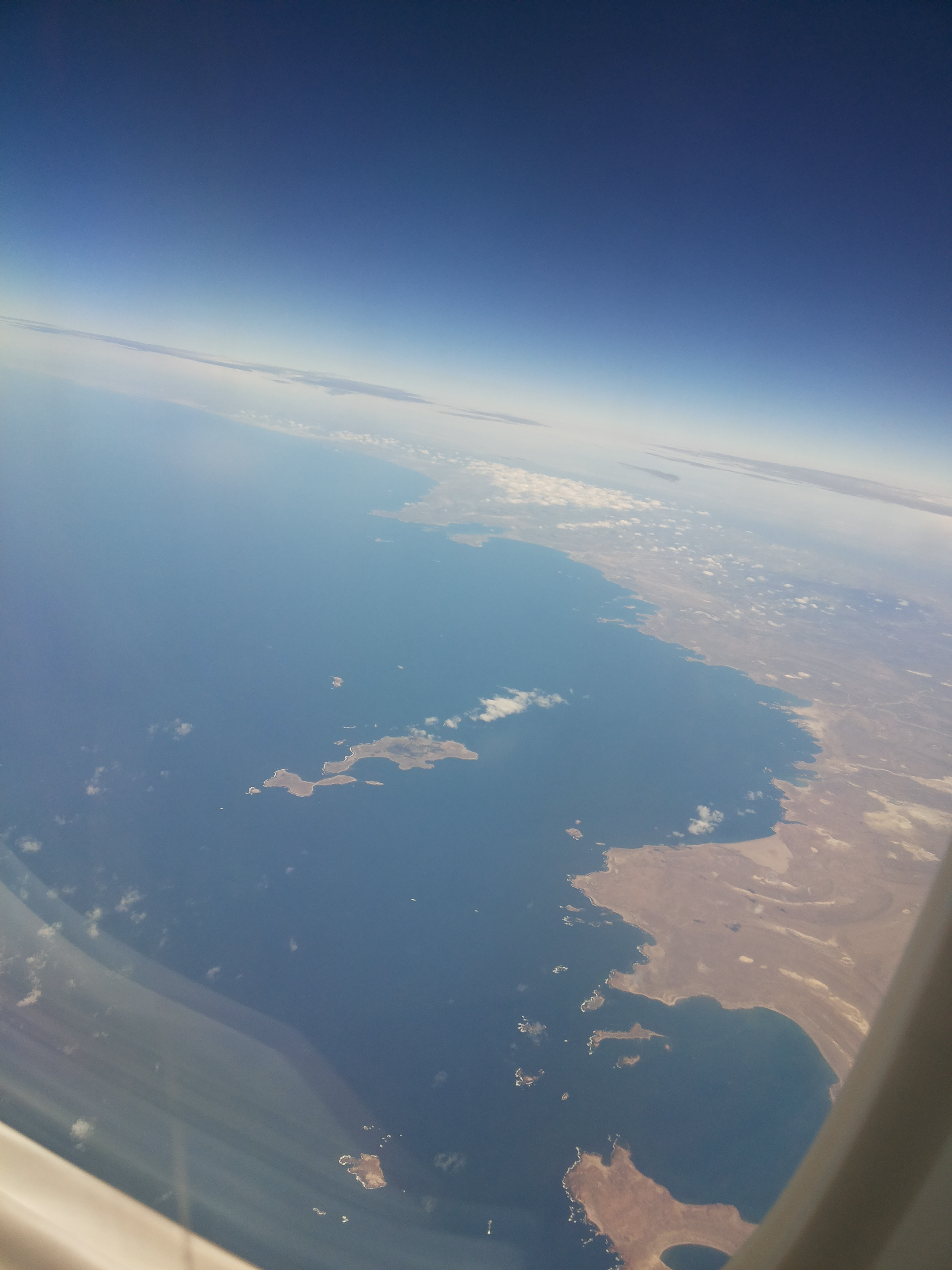
Las islas Tova y Tovita con la bahía Melo en el extremo inferior derecho.

La isla Tovita forma parte de un pequeño archipiélago ubicado a 5 km al sur de bahía Melo, que también lo integran la isla Tova (ambas quedan unidas con marea baja), la Isla Sur, la isla Este, la isla Gaviota, los islotes Goëland, islote Gran Robredo, islote Pequeño Robredo y varios otros islotes y rocas.
En esta isla existen colonias de nidificación de escúas pardo (Catharacta antarctica), gaviota cocinera (Larus dominicanus), cormorán imperial (Phalacrocorax atriceps), y cormorán de cuello negro (Phalacrocorax magellanicus). También existe una importante colonia de nidificación de pingüinos de Magallanes (Spheniscus magellanicus), donde se registraron en el año 2001 hasta 32.000 parejas reproductivas.
Se trata de una isla pedregosa, de playas rocosas y restingas costeras. En estas islas existían guaneras que fueron explotadas comercialmente desde la década de 1970 hasta principios de la década de 1990. En el pasado la isla fue utilizada por algueros, quienes dejaron abandonadas varias edificaciones en la isla.
En 2008 se creó el Parque Interjurisdiccional Marino Costero Patagonia Austral, el cual incluye a la isla Tovita.